# Meet the Jazztet
Meet the Jazztet è un album di Art Farmer e Benny Golson, co-leader del loro nuovo gruppo i Jazztet. Il disco, pubblicato dalla Argo Records, fu registrato il 6, 9 e 10 febbraio 1960 al Nola's Penthouse Studios di New York e pubblicato nello stesso anno.

## Tracce
Lato A
1. Serenata – 3:29 (Leroy Anderson, Mitchell Parish)
2. It Ain't Necessarily So – 4:27 (George Gershwin, Ira Gershwin)
3. Avalon – 3:27 (Al Jolson, Buddy DeSylva, Vincent Rose)
4. I Remember Clifford – 3:08 (Benny Golson)
5. Blues March – 5:16 (Benny Golson)

Lato B
1. It's All Right with Me – 3:52 (Cole Porter)
2. Park Avenue Petite – 3:32 (Benny Golson)
3. Mox Nix – 4:00 (Art Farmer)
4. Easy Living – 3:32 (Leo Robin, Ralph Rainger)
5. Killer Joe – 3:32 (Benny Golson)

## Musicisti
- Art Farmer - tromba
- Benny Golson - sassofono tenore
- Curtis Fuller - trombone
- McCoy Tyner - pianoforte
- Addison Farmer - contrabbasso
- Lex Humphries - batteria